# アンドレア・ベルトラッチ
アンドレア・ベルトラッチ（Andrea Bertolacci, 1991年1月11日 - ）は、イタリア・ローマ出身のサッカー選手。元イタリア代表。ファティ・カラギュムリュクSK所属。ポジションはMF（CH）。

## クラブ経歴
ASローマのユースチームでキャリアをスタートさせ、2010年1月、USレッチェにレンタル移籍した。ユヴェントスFC戦でプロ初ゴールを記録した。
2012年からジェノアCFCに共同保有の形で所属。2014-15シーズンにはイタリア代表に招集されるまでの活躍を見せた。イタリアでの共同保有制度の廃止に伴い、2015年6月23日に古巣ローマが残りの保有権を850万ユーロで買い取ったことを発表した。しかし、その一週間後の2015年6月30日、ACミランに移籍したことが発表された。契約期間は2019年6月末までの4年間。
2017年7月16日、古巣ジェノアへの1年間のローンとなり、中盤のレギュラーとしてリーグ戦30試合以上でプレーした。2018-19シーズンはミランに復帰したがUEFAヨーロッパリーグ4試合の出場に止まり、シーズン終了後を以てスタディオ・ジュゼッペ・メアッツァを去った。
2019年10月8日、セリエAで最下位に沈むUCサンプドリアとシーズン終了までの契約を締結した。リーグ戦12試合に出場しクラブは残留を果たしたが、契約満了に伴いマラッシを後にした。
半年のフリー期間を経て、2021年1月よりトルコのファティ・カラギュムリュクSKへ加入。ミラン時代のチームメイトであるルーカス・ビリアや、同胞のエミリアーノ・ヴィヴィアーノ、ファビオ・ボリーニらと昇格組のクラブで同僚となる。
2022年1月14日、ベルトラッチは2年半の契約でカイセリスポルに加入したものの、賃金未払いを理由に1年を経たずして契約を解消した。
2022年12月27日、移籍市場が開く2023年1月からアンドレア・ピルロ監督が率いるカラギュムリュクに1年半の契約で再加入することが発表された。
2023年7月21、セリエBのUSクレモネーゼに6月30日までの契約で加入した。加入後はコンスタントに試合に出場して10月31日のコッパ・イタリアのASチッタデッラ戦では初ゴールを挙げたが、この試合を最後にベンチを温める日が続いた。
2023年12月29日、シーズン終了までカラギュムリュクに期限付き移籍することが発表された。

## 代表歴
イタリア代表として各年代でプレーしている。

## 個人成績

### クラブ
| クラブ          | シーズン | リーグ | リーグ | カップ | カップ | 国際大会 | 国際大会 | その他 | その他 | 合計 | 合計 |
| クラブ          | シーズン | 出場   | 得点   | 出場   | 得点   | 出場     | 得点     | 出場   | 得点   | 出場 | 得点 |
| --------------- | -------- | ------ | ------ | ------ | ------ | -------- | -------- | ------ | ------ | ---- | ---- |
| レッチェ        | 2009-10  | 6      | 0      | 0      | 0      | —        | —        | —      | —      | 6    | 0    |
| レッチェ        | 2010-11  | 9      | 3      | 1      | 1      | —        | —        | —      | —      | 10   | 4    |
| レッチェ        | 2011-12  | 28     | 3      | 0      | 0      | —        | —        | —      | —      | 28   | 3    |
| レッチェ        | 通算     | 43     | 6      | 1      | 1      | 0        | 0        | 0      | 0      | 44   | 7    |
| ジェノア        | 2012-13  | 29     | 4      | 0      | 0      | —        | —        | —      | —      | 29   | 4    |
| ジェノア        | 2013-14  | 25     | 2      | 1      | 0      | —        | —        | —      | —      | 26   | 2    |
| ジェノア        | 2014-15  | 34     | 6      | 1      | 0      | —        | —        | —      | —      | 35   | 6    |
| ジェノア        | 通算     | 88     | 12     | 2      | 0      | 0        | 0        | 0      | 0      | 90   | 12   |
| ミラン          | 2015-16  | 27     | 1      | 3      | 0      | —        | —        | —      | —      | 30   | 1    |
| ミラン          | 2016-17  | 17     | 1      | 2      | 0      | —        | —        | 1      | 0      | 20   | 1    |
| ミラン          | 2018-19  | 0      | 0      | 0      | 0      | 4        | 0        | —      | —      | 4    | 0    |
| ミラン          | 通算     | 44     | 2      | 5      | 0      | 4        | 0        | 1      | 0      | 54   | 2    |
| ジェノア (loan) | 2017-18  | 33     | 1      | 1      | 0      | —        | —        | —      | —      | 34   | 1    |
| 総通算          | 総通算   | 208    | 21     | 9      | 1      | 4        | 0        | 1      | 0      | 222  | 22   |

### 代表
2015年10月13日現在
国際Aマッチ 5試合 0得点（2014年-2015年）
| イタリア代表 | 国際Aマッチ | 国際Aマッチ |
| 年           | 出場        | 得点        |
| ------------ | ----------- | ----------- |
| 2014         | 1           | 0           |
| 2015         | 4           | 0           |
| 通算         | 5           | 0           |

## タイトル
ミラン
- スーペルコッパ・イタリアーナ : 2016